# Віллінгборо Тауншип (Нью-Джерсі)
Віллінгборо Тауншип (англ. Willingboro Township) — селище (англ. township) в США, в окрузі Берлінгтон штату Нью-Джерсі. Населення — 31 889 осіб (2020).

## Демографія
Згідно з переписом 2010 року, у селищі мешкало 31 629 осіб у 10 884 домогосподарствах у складі 8287 родин. Було 11442 помешкання
Расовий склад населення:
| - 72,7 % — чорних або афроамериканців - 17,3 % — білих - 2,0 % — азіатів - 0,4 % — корінних американців - 3,1 % — осіб інших рас |

До двох чи більше рас належало 4,4 %. Частка іспаномовних становила 8,7 % від усіх жителів.
За віковим діапазоном населення розподілялося таким чином: 23,5 % — особи молодші 18 років, 60,6 % — особи у віці 18—64 років, 15,9 % — особи у віці 65 років та старші. Медіана віку мешканця становила 41,0 року. На 100 осіб жіночої статі у селищі припадало 85,5 чоловіків;  на 100 жінок у віці від 18 років та старших — 81,2 чоловіків також старших 18 років.
Середній дохід на одне домашнє господарство  становив 76 756 доларів США (медіана — 64 969), а середній дохід на одну сім'ю — 84 025 доларів (медіана — 74 307). Медіана доходів становила 47 922 долари для чоловіків та 45 071 долар для жінок. За межею бідності перебувало 10,1 % осіб, у тому числі 17,1 % дітей у віці до 18 років та 4,9 % осіб у віці 65 років та старших.
Цивільне працевлаштоване населення становило 13 863 особи. Основні галузі зайнятості: освіта, охорона здоров'я та соціальна допомога — 30,0 %, роздрібна торгівля — 13,0 %, транспорт — 9,9 %, публічна адміністрація — 9,0 %.